# Karl Mummenthey
Karl Mummenthey, född 11 juli 1906 i Aue, var en tysk jurist och SS-Obersturmbannführer. Han var under andra världskriget avdelningschef inom SS-Wirtschafts- und Verwaltungshauptamt, SS:s ekonomi- och förvaltningsstyrelse.
Från 1941 var Mummenthey verkställande direktör för SS-företaget Deutsche Erd- und Steinwerke (DEST). Detta företag utnyttjade i sina stenbrott tusentals koncentrationslägerfångar, vilka antingen mördades eller arbetade sig till döds. Från 1942 var han även chef för Avdelning W 1 (Steine und Erden im Reich) inom SS-Wirtschafts- und Verwaltungshauptamt.
Vid SS-WVHA-rättegången år 1947 dömdes Mummenthey till livstids fängelse för krigsförbrytelser, brott mot mänskligheten samt medlemskap i en kriminell organisation, det vill säga Schutzstaffel (SS). Straffet omvandlades senare till 20 års fängelse, men han kom att släppas från Landsbergfängelset redan i december 1953.